# 浅野芳
浅野 芳（あさの かおる、1922年 - ）は、気象予報士。群馬県出身。気象大学校卒業。
気象庁天気相談所長や日本気象協会主任技師などを務め、TBSの夕方の番組のJNNニュースコープ（50分時代）に出演していた時は、お天気コーナーを担当していた。

## 出演

### テレビ番組
- くらしの気象情報
- JNNニュースコープ（1984年10月 - 1987年9月、TBS）

## 書籍
- 『北の天気 北海道の気象歳時記』（北海道新聞社、1976年）
- 『お天気おじさんうちあけ話』（いるか書房、1981年）